# 39 d'Andròmeda
39 d'Andròmeda (39 Andromedae) és una estrella de la constel·lació d'Andròmeda. Té una magnitud aparent de 5,95.